# Tour de l'Avenir 2009
Le Tour de l'Avenir 2009 est la 46e édition du Tour de l'Avenir, une compétition cycliste sur route ouverte aux coureurs de moins de 23 ans. La course se déroule du 5 au 13 septembre 2009. Elle comporte 9 étapes entre Dreux et Besançon. L'épreuve est la dernière manche de l'UCI Coupe des Nations U23 2009.

## Récit
Julien Bérard (FRB) remporte la première étape et endosse le maillot de leader. Romain Sicard (FRA) termine dans le même temps et endosse le maillot à pois.
Sicard termine 2e de l'étape reine, la 6e, et prend la tête de la course. Il consolide son avance au classement général lors du contre-la-montre de la 8e étape, qu'il remporte. Le lendemain, il décroche son premier Tour de l'Avenir, malgré une pénalité de deux minutes pour un changement de roue non conforme au règlement (il conserve en effet une marge d'une seconde sur son poursuivant).

## Étapes
| Étape | Date     | Ville Départ         | Ville Arrivée         | km       | Vainqueur            | Maillot Jaune |
| ----- | -------- | -------------------- | --------------------- | -------- | -------------------- | ------------- |
| 1     | 5 sept.  | Dreux                | Dreux                 | 130      | Julien Bérard        | Julien Bérard |
| 2     | 6 sept.  | Dreux                | Tourville-la-Campagne | 138      | Jean-Lou Paiani      | Julien Bérard |
| 3     | 7 sept.  | Le Thuit-Signol      | Compiègne             | 189      | Marko Kump           | Julien Bérard |
| 4     | 8 sept.  | Margny-lès-Compiègne | Sedan                 | 197      | Troels Vinther       | Julien Bérard |
| 5     | 9 sept.  | Sedan                | Guénange              | 166.5    | Jonathan Castroviejo | Julien Bérard |
| 6     | 10 sept. | Château-Salins       | Gérardmer             | 146      | Timofey Kritskiy     | Romain Sicard |
| 7     | 11 sept. | Gérardmer            | Ornans                | 182.5    | Andreas Stauff       | Romain Sicard |
| 8     | 12 sept. | Ornans               | Ornans                | 27 (clm) | Romain Sicard        | Romain Sicard |
| 9     | 13 sept. | Besançon             | Besançon              | 116.5    | Dennis van Winden    | Romain Sicard |

## Classements finals

### Classement général
Classement général final
|    | Cycliste             | Pays           | Équipe                | Temps            |
| -- | -------------------- | -------------- | --------------------- | ---------------- |
| 1  | Romain Sicard        | France         | Équipe de France A    | 30 h 33 min 41 s |
| 2  | Tejay van Garderen   | États-Unis     | Équipe des États-Unis | + 01 s           |
| 3  | Sergej Fuchs         | Allemagne      | Équipe d'Allemagne    | + 1 min 22 s     |
| 4  | Jacobus Venter       | Afrique du Sud | Équipe Mixte          | + 1 min 24 s     |
| 5  | Michel Kreder        | Pays-Bas       | Équipe des Pays-Bas   | + 1 min 24 s     |
| 6  | Daniel Teklehaymanot | Érythrée       | Équipe Mixte          | + 1 min 26 s     |
| 7  | Peter Stetina        | États-Unis     | Équipe des États-Unis | + 1 min 32 s     |
| 8  | Nicolas Schnyder     | Suisse         | Équipe de Suisse      | + 1 min 40 s     |
| 9  | Andrei Krasilnikau   | Biélorussie    | Équipe Mixte          | + 1 min 49 s     |
| 10 | Rafael Valls         | Espagne        | Équipe d'Espagne      | + 1 min 57 s     |

## Résultats des étapes

### 1reétape
5 septembre 2009 — Dreux à Dreux, 130 km 
|   | Coureur           | Pays     | Équipe              | Temps           |
| - | ----------------- | -------- | ------------------- | --------------- |
| 1 | Julien Bérard     | France   | Équipe de France B  | 2 h 58 min 28 s |
| 2 | Romain Sicard     | France   | Équipe de France A  | m.t.            |
| 3 | Dennis van Winden | Pays-Bas | Équipe des Pays-Bas | + 1 min 25 s    |

|   | Coureur           | Pays     | Équipe              | Temps           |
| - | ----------------- | -------- | ------------------- | --------------- |
| 1 | Julien Bérard     | France   | Équipe de France B  | 2 h 58 min 09 s |
| 2 | Romain Sicard     | France   | Équipe de France A  | + 7 s           |
| 3 | Dennis van Winden | Pays-Bas | Équipe des Pays-Bas | + 1 min 40 s    |

### 2eétape
6 septembre 2009 — Dreux à Tourville-la-Campagne 138 km 
|   | Coureur         | Pays     | Équipe             | Temps           |
| - | --------------- | -------- | ------------------ | --------------- |
| 1 | Jean-Lou Paiani | France   | Équipe de France B | 2 h 58 min 23 s |
| 2 | Kris Boeckmans  | Belgique | Équipe de Belgique | m.t.            |
| 3 | Michael Bär     | Suisse   | Équipe de Suisse   | m.t.            |

|   | Coureur         | Pays   | Équipe             | Temps           |
| - | --------------- | ------ | ------------------ | --------------- |
| 1 | Julien Bérard   | France | Équipe de France B | 5 h 56 min 32 s |
| 2 | Romain Sicard   | France | Équipe de France A | + 7 s           |
| 3 | Jean-Lou Paiani | France | Équipe de France B | + 1 min 38 s    |

### 3eétape
7 septembre 2009 — Le Thuit-Signol à Compiègne 189 km 
|   | Coureur        | Pays      | Équipe             | Temps           |
| - | -------------- | --------- | ------------------ | --------------- |
| 1 | Marko Kump     | Slovénie  | Équipe de Slovénie | 4 h 38 min 55 s |
| 2 | Andreas Stauff | Allemagne | Équipe d'Allemagne | m.t.            |
| 3 | Kris Boeckmans | Belgique  | Équipe de Belgique | m.t.            |

|   | Coureur        | Pays     | Équipe             | Temps            |
| - | -------------- | -------- | ------------------ | ---------------- |
| 1 | Julien Bérard  | France   | Équipe de France B | 10 h 35 min 27 s |
| 2 | Romain Sicard  | France   | Équipe de France A | + 7 s            |
| 3 | Kris Boeckmans | Belgique | Équipe de Belgique | + 1 min 38 s     |

### 4eétape
8 septembre 2009 — Margny-lès-Compiègne à Sedan 197 km 
|   | Coureur          | Pays       | Équipe                | Temps           |
| - | ---------------- | ---------- | --------------------- | --------------- |
| 1 | Troels Vinther   | Danemark   | Équipe du Danemark    | 4 h 40 min 20 s |
| 2 | Peter Stetina    | États-Unis | Équipe des États-Unis | + 7 s           |
| 3 | Yannick Martinez | France     | Équipe de France A    | + 11 s          |

|   | Coureur        | Pays     | Équipe             | Temps            |
| - | -------------- | -------- | ------------------ | ---------------- |
| 1 | Julien Bérard  | France   | Équipe de France B | 15 h 15 min 58 s |
| 2 | Romain Sicard  | France   | Équipe de France A | + 7 s            |
| 3 | Troels Vinther | Danemark | Équipe du Danemark | + 1 min 26 s     |

### 5eétape
9 septembre 2009 — Sedan à Guénange 166,5 km 
|   | Coureur              | Pays     | Équipe             | Temps           |
| - | -------------------- | -------- | ------------------ | --------------- |
| 1 | Jonathan Castroviejo | Espagne  | Équipe d'Espagne   | 3 h 52 min 03 s |
| 2 | Niki Ostergaard      | Danemark | Équipe du Danemark | m.t.            |
| 3 | Blaž Furdi           | Slovénie | Équipe de Slovénie | m.t.            |

|   | Coureur        | Pays     | Équipe             | Temps            |
| - | -------------- | -------- | ------------------ | ---------------- |
| 1 | Julien Bérard  | France   | Équipe de France B | 15 h 15 min 58 s |
| 2 | Romain Sicard  | France   | Équipe de France A | + 1 s            |
| 3 | Troels Vinther | Danemark | Équipe du Danemark | + 1 min 26 s     |

### 6eétape
10 septembre 2009 — Château-Salins à Gérardmer 146 km 
|   | Coureur            | Pays       | Équipe                | Temps           |
| - | ------------------ | ---------- | --------------------- | --------------- |
| 1 | Timofey Kritskiy   | Russie     | Équipe de Russie      | 3 h 52 min 03 s |
| 2 | Romain Sicard      | France     | Équipe de France A    | m.t.            |
| 3 | Tejay van Garderen | États-Unis | Équipe des États-Unis | + 22 s          |

|   | Coureur            | Pays       | Équipe                | Temps            |
| - | ------------------ | ---------- | --------------------- | ---------------- |
| 1 | Romain Sicard      | France     | Équipe de France A    | 22 h 41 min 59 s |
| 2 | Timofey Kritskiy   | Russie     | Équipe de Russie      | + 1 min 43 s     |
| 3 | Tejay van Garderen | États-Unis | Équipe des États-Unis | + 1 min 58 s     |

### 7eétape
11 septembre 2009 — Gérardmer à Ornans 182.5 km 
|   | Coureur           | Pays      | Équipe              | Temps           |
| - | ----------------- | --------- | ------------------- | --------------- |
| 1 | Andreas Stauff    | Allemagne | Équipe d'Allemagne  | 4 h 17 min 12 s |
| 2 | Timofey Kritskiy  | Russie    | Équipe de Russie    | m.t.            |
| 3 | Dennis van Winden | Pays-Bas  | Équipe des Pays-Bas | m.t.            |

|   | Coureur            | Pays       | Équipe                | Temps            |
| - | ------------------ | ---------- | --------------------- | ---------------- |
| 1 | Romain Sicard      | France     | Équipe de France A    | 26 h 59 min 11 s |
| 2 | Timofey Kritskiy   | Russie     | Équipe de Russie      | + 1 min 37 s     |
| 3 | Tejay van Garderen | États-Unis | Équipe des États-Unis | + 1 min 58 s     |

### 8eétape
12 septembre 2009 — Ornans à Ornans, 27 km (contre-la-montre)
|   | Coureur            | Pays           | Équipe                | Temps       |
| - | ------------------ | -------------- | --------------------- | ----------- |
| 1 | Romain Sicard      | France         | Équipe de France A    | 36 min 12 s |
| 2 | Tejay van Garderen | États-Unis     | Équipe des États-Unis | + 03 s      |
| 3 | Jacobus Venter     | Afrique du Sud | Équipe Mixte          | + 19 s      |

|   | Coureur            | Pays       | Équipe                | Temps            |
| - | ------------------ | ---------- | --------------------- | ---------------- |
| 1 | Romain Sicard      | France     | Équipe de France A    | 27 h 35 min 23 s |
| 2 | Tejay van Garderen | États-Unis | Équipe des États-Unis | + 2 min 01 s     |
| 3 | Sergej Fuchs       | Allemagne  | Équipe d'Allemagne    | + 3 min 22 s     |

### 9eétape
13 septembre 2009 — Besançon à Besançon, 116 km 
|   | Coureur           | Pays       | Équipe                | Temps           |
| - | ----------------- | ---------- | --------------------- | --------------- |
| 1 | Dennis van Winden | Pays-Bas   | Équipe des Pays Bas   | 2 h 55 min 54 s |
| 2 | Nico Keinath      | Allemagne  | Équipe d'Allemagne    | m.t             |
| 3 | Chris Barton      | États-Unis | Équipe des États-Unis | + 19 s          |

|   | Coureur            | Pays       | Équipe                | Temps            |
| - | ------------------ | ---------- | --------------------- | ---------------- |
| 1 | Romain Sicard      | France     | Équipe de France A    | 30 h 33 min 41 s |
| 2 | Tejay van Garderen | États-Unis | Équipe des États-Unis | + 01 s           |
| 3 | Sergej Fuchs       | Allemagne  | Équipe d'Allemagne    | + 1 min 22 s     |

Durant cette étape, une pénalité de deux minutes est attribuée par les commissaires à Romain Sicard pour une « aide matérielle irrégulière d’un coureur d’une autre équipe ». Malgré cette pénalité, il conserve une seconde d'avance sur Tejay van Garderen et remporte l'édition 2009 du Tour de l'Avenir.